# Hans Marckwald
Hans Marckwald (* 24. Januar 1874 in Berlin; † 20. September 1933 in Frankfurt am Main) war ein deutscher sozialistischer Politiker und Journalist. Er war ein Bruder des Chemikers Willy Marckwald.

## Leben
Hans Marckwald absolvierte nach dem Besuch des Gymnasiums eine kaufmännische Lehre und schloss sich 1892 der SPD an. Der innerhalb der Partei als dem linken Flügel zugehörend und als Einzelgänger geltende Marckwald war seit 1900 als Redakteur bei verschiedenen SPD-Tageszeitungen u. a. in Halberstadt, bei der Volksstimme in Magdeburg, in Forst (wo er in den „Sorau-Forster Parteistreit“ verwickelt war, in welchem gegen den Willen der örtlichen Parteiorganisation die Kandidatur Marckwalds zur Reichstagswahl 1907 verhindert wurde) und in Königsberg tätig. Wegen Majestätsbeleidigung 1909 zeitweise inhaftiert, war Marckwald von 1910 bis 1916 Stadtverordneter in Königsberg und kandidierte 1912 im Reichstagswahlkreis Regierungsbezirk Danzig 3 ohne Erfolg für den Reichstag.
Anders als das Gros der SPD-Linken trat Marckwald 1917 nicht der USPD bei, sondern blieb in der SPD, wo er der Programmkommission angehörte, welche 1921 das (von Marckwald abgelehnte) Görlitzer Programm ausarbeitete. Daneben war er seit 1919 Chefredakteur der Volksstimme in Frankfurt am Main. Auf dem Berliner Parteitag 1924 erregte er durch den Antrag Aufsehen, Reichspräsident Friedrich Ebert wegen dessen Haltung während der Ereignisse im Herbst 1923 (Reichsexekution gegen die SPD/KPD-Koalitionsregierungen in Sachsen und Thüringen) aus der Partei auszuschließen. Im selben Jahr wurde Marckwald in den preußischen Landtag gewählt, welchem er bis 1932 angehörte.
Als Marckwald im Mai 1930 von seinem Redaktionsposten entbunden wurde, versuchte er, gemeinsam mit seiner Ehefrau Selbstmord zu begehen. Im März 1932 trat er der SAPD bei, deren Gruppe im preußischen Landtag er gemeinsam mit Käte Frankenthal und Hermann Gebhardt bildete. Bei den kurz darauf folgenden Landtagswahlen nicht wiedergewählt, verließ er die SAPD im Juli des Jahres wieder, nachdem die SPD gedroht hatte, seine Pension aus der Unterstützungsvereinigung des Vereins der Arbeiterpresse zu sperren.